# Barbaracurus feti
Espèce
Barbaracurus feti est une espèce de scorpions de la famille des Buthidae.

## Distribution
Cette espèce est endémique du Somaliland en Somalie. Elle se rencontre vers Erigavo.

## Description
Le mâle holotype mesure 31,249 mm et la femelle paratype 38,795 mm.

## Étymologie
Cette espèce est nommée en l'honneur de Victor Fet.

## Publication originale
- Kovařík, Lowe, Šťáhlavský & Hurre, 2019 : « Scorpions of the Horn of Africa (Arachnida, Scorpiones). Part XX. Barbaracurus feti sp. n. from Somaliland (Buthidae). » Euscorpius, no 280, p. 1-11 (texte intégral).